# Sophrosyne integricauda
Sophrosyne integricauda is een vlokreeftensoort uit de familie van de Sophrosynidae. De wetenschappelijke naam van de soort is voor het eerst geldig gepubliceerd in 2010 door Lowry & Stoddart.